# A tengeralattjáró (film)
| ----                                      | ----                                      |
| Kattints az alábbi külső linkek egyikére! | Kattints az alábbi külső linkek egyikére! |
| ----------------------------------------- | ----------------------------------------- |
| Nem található szabad kép.(?)              |                                           |

A tengeralattjáró (eredeti címe Das Boot) 1981-ben bemutatott nyugatnémet második világháborús filmdráma Wolfgang Petersen rendezésében. A forgatókönyvet Lothar-Günther Buchheim 1973-ban megjelent azonos című regényéből maga Petersen írta. Főszereplői Jürgen Prochnow, Klaus Wennemann, Herbert Grönemeyer, Uwe Ochsenknecht és Martin Semmelrogge.
A komor, háborús filmdráma 1941 november–decemberében játszódik, a második világháború harmadik évében, a Német Birodalom és a Brit Birodalom között az Atlanti-óceánon zajló tengeralattjáró-háború idején. A cselekmény az U96-os német harci tengeralattjáró legénységének élményeit, sorsát, szenvedéseit és élet-halál-harcát mutatja be.
Az 1981-es mozifilm nemzetközi sikert aratott, ennek nyomán 1985-ben német–angol koprodukcióban televíziós sorozat készült belőle. 2018-ban német–cseh tévésorozat is készült belőle, teljesen eltérő filmbéli karakterekkel és történésekkel. 1997-ben kiadták az eredeti mozifilm hosszúságú rendezői változatát is.
A filmet hat Oscar-díjra, egy Golden Globe-díjra és egy BAFTA-díjra is jelölték, ennek ellenére csak német filmes díjakat nyert el. A mozikban elért nemzetközi siker azonban klasszikussá tette a filmet, és segítette Petersen rendezőt és Jost Vacano operatőrt, hogy később meghívást kapjanak Hollywoodba. A szereplő színészek közül sokan ennek e filmsikernek köszönhetik ismertségüket, színészkarrierjük „meglódulását”.

## Cselekmény
A film 1941-ben, a második világháború harmadik évében játszódik. Folyik a tengeralattjáró-háború, az Atlanti-óceán északi részén cirkáló német búvárhajók Nagy-Britanniába tartó hajókra vadásznak, hogy az országban ellátási válságot idézzenek elő. Az első háborús év sikerei után a német vállalkozások esélyei megnehezedtek, a brit szállítóhajókat konvojokba tömörítik, védelmükre rombolókat alkalmaznak. A német tengeralattjárók veszteségei nőnek.
A történet a La Rochelle-i német tengeralattjáró-bázison kezdődik, az U-96-os német tengeralattjáró kifutási parancsot kap. Parancsnokát, a régóta háborúban járó, sok tragédiát megélt korvettkapitányt emberei csak „az Öreg”-nek nevezik, A tisztek többségének nevét (a kezdeti bemutatkozástól eltekintve) nem is használják, csak rangjuk és beosztásuk szerint szólítják meg őket és hivatkoznak rájuk. A hajót az úton elkíséri Werner főhadnagy, haditudósító, akinek lelkesítő hadijelentéseket kell írnia tapasztalatairól. A történéseket javarészt az ő szemszögéből láthatjuk.
Az indulás előestéjén a hajó tisztjei és legénysége, más haditengerészekkel együtt egy városi mulatóban eresztik ki gőzt. Keményen lerészegednek, énekelnek, táncolnak, kergetik a francia bárénekesnőt. Ide érkezik az U-96 parancsnoka is vendégével, Werner hadnaggyal együtt. Egy másik tengeralattjáró-kapitány, Thomsen parancsnok, öreg róka, számos kitüntetés birtokosa, akinek idegrendszerét megviselte a sok bevetés, ittasan beszédet tart. Kétértelműen kritizálja a Harmadik Birodalom vezetését. A rendszerhű, lelkes fiatal tisztek felháborodását látva Thomsen még időben észbe kap és Churchill ellen fordítja a gúny élét.
Másnap reggel az U-96 kifut, ünnepélyesen búcsúztatják. Az első napokban Werner főhadnagy ismerkedik a személyzettel, a fedélzeten folyó napi munkával. A haditudósító kezdeti lelkesedését a sokat tapasztalt, kiégett parancsnok-kapitány gyorsan lelohasztja: régi tengerésztársai megritkultak, a hajó személyzetének nagy része fiatal és tapasztalatlan, szinte gyermek, akik még nem voltak harci bevetésen. A parancsnok szájhősöknek nevezi a Birodalom vezetőit, köztük Hermann Göringet, akit felelősnek tart a német légierő gyengeségéért, a német hadiflotta kiszolgáltatott helyzetéért. Fiatal elsőtisztje lelkes náci, hisz a végső győzelemben, nyíltan neheztel parancsnokára. Wernerben, a haditudósítóban a nemzetiszocialista propaganda képviselőjét látják és nem bíznak benne sem. A parancsnok gúnyos megjegyzésekkel szurkálja, de mindketten betartják a korrekt szolgálati viselkedés formáit.
A következő napokban zajlik a hajó mindennapi élete. A legénység igen spártai módon van elszállásolva, ketten osztoznak egy ágyon, mindenütt szűk a hely. Werner főhadnagy, mint vendég tiszt, valóságos luxusként külön ágyat kap. A haditudósító nehezen találja meg a hangot a legénységgel. A napok várakozással, ellenséges hajók hiábavaló keresésével telnek, az emberek idegfeszültsége nő. „Az Öreg” sűrűn gyakorlatoztatja embereit, hogy egy váratlan támadás esetén a gyors lemerülés akadálytalanul menjen. A megerőltető munka során Werner fotózgatását a legénység idegesítőnek találja, a főhadnagyot sértő inzultusok érik.
A hangulat megváltozik, amikor az U-96-os egy ellenséges konvojt észlel. A tiszteket és a legénységet is elfogja a „vadászláz”. A búvárhajó periszkópmélységre merülve közeledik a konvojhoz, de elveszti szem elől. A parancsnok felfedez egy ellenséges torpedórombolót. Úgy dönt, torpedóval  megtámadja. A romboló azonban váratlanul ellentámadásba lendül, mélyvízi bombákat vet a lemerült tengeralattjáró közelében, a robbanások halálfélelmet keltenek a legénységben, károkat okoznak a hajóban. A romboló azonban érthetetlen okból eltávozik, az U-96-os megmenekül.
Új megpróbáltatás következik, a hajó heteken át tartó viharba kerül. Az összezsúfolt embereket fizikailag és lelkileg is megviseli az ítéletidő. A felhők miatt a brit bombázók ugyan nem találhatnak rájuk, de a hajó nehezen tartja a kijelölt irányt. Véletlenül találkoznak Thomsen parancsnok tengeralattjárójával, ez arra utal, hogy a vihar miatt nem tudnak pontos koordinátákat adni egymásnak. A tengeralattjárók közötti távolság túl nagy, a parancsnok szerint sok brit szállítóhajó simán átjuthat közöttük.
A vihar elmúltával az U-96-os felfedez egy újabb brit hajókonvojt. Mind Kriechbaum főkormányos, mind a parancsnok úgy ítéli, a hajók védelem nélkül haladnak. Türelmesen becserkészik, és éjszaka torpedókkal megtámadják. Három találatot érnek el, egy tankhajót felgyújtanak, kettőt elsüllyesztenek. Egy váratlanul feltűnő brit romboló felfedezi a tengeralattjárót és gyors merülésre kényszeríti. A romboló „ASDIC” búvárhajó-nyomkövető rendszerével befogja és mélyvízi bombákkal támadja őket. A tengeralattjáró károkat szenved, csak nehezen tud elmenekülni, több tengerésze megsebesül. A veszély elmúltával a búvárhajó felmerül, hogy a még mindig égő tankhajót torpedóval elsüllyessze. Várakozásuk ellenére a tankhajóról a britek nem mentettek ki mindenkit, az életben maradt tengerészek segítségért kiáltozva, vízbe ugorva úsznak a tengeralattjáró felé. A parancsnok tudja, hogy nem vehet fel mindenkit. Utasítására az U-96 eltávolodik és sorsukra hagyja a hajótörötteket. A súlyos döntés nyomasztólag hat a legénységre, főleg Werner főhadnagyra. A parancsnok azzal igyekszik igazolni tettét, hogy ő hajók elsüllyesztésére kapott parancsot. „Minden másról kérdezze az urakat, akik a háborút elkezdték.”
A hajó sérülései és fogyatkozó üzemanyagkészlete miatt a parancsnok vissza akar térni La Rochelle-be. A főparancsnokságtól azonban új bevetési utasítást kap: Az U-96 hajózzon a spanyolországi Vigóba, egészítse ki készleteit, majd hatoljon be a Földközi-tengerre, és az olaszországi La Spezia téréségben biztosítsa az Észak-Afrikában operáló Rommel tábornagy utánpótlási útvonalait. Ehhez át kell jutnia a Gibraltári-szoroson, melyet a Brit Királyi Haditengerészet erős kötelékei őriznek. Vigóban a tiszteket a Weser német ellátóhajó fedélzetén látják vendégül. Az U-96 parancsnoka engedélyt kér, hogy Werner főhadnagy és a beteg főmérnök elhagyhassa a hajót és hazatérhessen Németországba. A tengeralattjáró-főparancsnokság azonban megtagadja az engedélyt. Werner később arra gondol, hogy a parancsnok reménytelen, öngyilkos vállalkozásnak ítélte a gibraltári vállalkozást, és kettejük életét így akarta volna megkímélni.
Az U-96 parancsnoka jól ismeri a gibraltári áttörés nehézségeit. Úgy dönt, hajójával sötétedés után a felszínen úszva közelíti meg a szorost elzáró láncokat, majd lemerül, és a víz alatti tengeráramlást kihasználva zajtalanul átsodródik. Reménye szerint így elkerülheti a brit tengeralattjáró-észlelő rendszert. A vállalkozás jól indul, de egy brit harci repülő felfedezi a hajót, és tűz alá veszi. A hajót a felszínen találatok érik. A hídon álló Kriechbaum főkormányos súlyosan megsérül. (Később a tisztek azt találgatják, hogy az ellenséges repülő bizonyára az akkor világújdonságnak számító radarral volt felszerelve.)
A parancsnok a hajót teljes gázzal az afrikai part felé próbálja menekíteni, sekélyebb vizek fölé. A dízelmotor sérülése miatt ez sem sikerül, a felriasztott brit hadihajók is tüzet nyitnak. A tüzérségi gránátok egyre közelebb csapódnak be, a parancsnok vészmerülést rendel el, hogy átmeneti biztonságba jusson. A sérült mélységi kormány azonban beszorul, a víztelenítő szivattyúk is elromlanak, a ballaszt tartályokat nem lehet kifúvatni, a hajó megállíthatatlanul süllyed. Végül 280 méter mélységben leül egy vízalatti homokdomb tetejére. A hatalmas víznyomás miatt tömítések és csatlakozók esnek szét, a tengervíz betör a hajóba. A legénység az életéért küzd. A főmérnök vezetésével emberfeletti erőfeszítéseket tesznek, hogy a vízbetöréseket elfojtsák, a sérült akkumulátorokat kiiktassák, a kormányt, a motort és más berendezéseket üzemképessé tegyék. A munkából Werner főhadnagy is kiveszi részét. Közben fogy az oxigén, a legénység halálosan fáradt tagjai kémiai légzőkészülékeket kapnak. A parancsnok szigorú utasítására a pihenőbe küldött embereknek aludniuk kell, hogy kevesebb szén-dioxidot termeljenek. Hosszú órák után a parancsnok úgy látja, az oxigén fogyatkozik, a hajót nem lehet megmenteni, valamennyien a lassú halállal néznek szembe. Werner számot vet az elkerülhetetlen véggel, amit eddig csak izgalmas kalandnak hitt. A teljesen reménytelen helyzetben kerül elő a végsőkig kimerült főmérnök, és jelenti, hogy a vízbetörés megszűnt, a szivattyúk üzemképesek. A ballasztvíz-tartályokat sikerül kiüríteni, a hajó felemelkedik a tengerfenékről a felszínre. A gépészek az akkumulátorok utolsó tartalék erejével beindítják a dízelmotorokat.
A parancsnok elrendeli a visszatérést La Rochelle-be. Nem tesz óvintézkedést: a hajó a felszínen halad, teljes sebességgel: „A britek a kaszinóban ülnek és a mi halálunkat ünneplik. De ezúttal nem kapnak el.” A biztos halál torkából megmenekült legénység is biztonságban érzi magát. La Rochelle-ben az U-96-ot ünnepélyesen fogadják, de rövidesen légiriadót fújnak, brit bombázók csapnak le a támaszpontra. A partra szállt legénység sok tagja életét veszti. A túlélők a sebesülteket mentik. A film záróképében Werner főhadnagy a súlyosan sebesült parancsnokkal együtt a mólónál álló U-96-ra bámul, mely bombáktól találva lassan elsüllyed. A hajóját vesztett, sebesült parancsnok életereje elszáll, a földre zuhan. Werner kétségbeesve nézi a pusztulást.

## Szereposztás
| Szerep                                                                         | Színész               | Magyar hangja (1. szinkron) | Magyar hangja (2. szinkron, 2003) | Magyar hangja (3 szinkron, 2012) |
| ------------------------------------------------------------------------------ | --------------------- | --------------------------- | --------------------------------- | -------------------------------- |
| Heinrich Lehmann-Willenbrock parancsnok („Az Öreg”) (Kapitänleutnant / Kaleun) | Jürgen Prochnow       | Reisenbüchler Sándor        | Haás Vander Péter                 | László Zsolt                     |
| Fritz Grade főmérnök (Leitender Ingenieur)                                     | Klaus Wennemann       | N/A                         | Kőszegi Ákos                      | Végh Péter                       |
| Werner főhadnagy, haditudósító                                                 | Herbert Grönemeyer    | N/A                         | Széles Tamás                      | Horváth Illés                    |
| Másodtiszt (2. Wachoffizier)                                                   | Martin Semmelrogge    | N/A                         | Stohl András                      | Szabó Máté                       |
| Elsőtiszt (1. Wachoffizier)                                                    | Hubertus Bengsch      | N/A                         | Seder Gábor                       | Haumann Máté                     |
| Hinrich rádiós (Funkmaat)                                                      | Heinz Hoenig          | Koncz István                | Papp Dániel                       | Kamarás Iván                     |
| Kriechbaum főkormányos (Obersteuermann)                                        | Bernd Tauber          | N/A                         | Holl Nándor                       | Varga Gábor                      |
| Frenssen (Zentralemaat)                                                        | Ralf Richter          | N/A                         | Hujber Ferenc                     | Radnai Márk                      |
| Johann főgépész (Obermaschinist), „a Szellem”                                  | Erwin Leder           | N/A                         | Epres Attila                      | R. Kárpáti Péter                 |
| Ullman zászlós (Fähnrich)                                                      | Martin May            | Gáspár András               | Hamvas Dániel                     | Aradi Balázs                     |
| Pilgrim szolgálatvezető altiszt (Bootsmannsmaat)                               | Jan Fedder            | N/A                         | Welker Gábor                      | Farkas Dénes                     |
| Hagen                                                                          | Arno Kral             | N/A                         | Rába Roland                       | N/A                              |
| Markus                                                                         | Dirk Salomon          | N/A                         | Tóth Roland                       | N/A                              |
| Ario motorkezelő (Dieselheizer)                                                | Claude-Oliver Rudolph | N/A                         | Vári Attila                       | Pavletits Béla                   |
| A Weser ellátóhajó kapitánya                                                   | Günter Lamprecht      | N/A                         | Papp János                        | Mihályi Győző                    |
| Franz másod-főgépész (zweiter Obermaschinist)                                  | Wilhelm Pietsch       | N/A                         | Sótonyi Gábor                     | N/A                              |
| Schwalle motorkezelő (Dieselheizer)                                            | Oliver Stritzel       | N/A                         | Megyeri János                     | Széll Attila                     |
| Dufte                                                                          | Lutz Schnell          | N/A                         | Damu Roland                       | Fehér Tibor                      |
| Schmutt                                                                        | Helmut Neumeier       | N/A                         | F. Nagy Zoltán                    | N/A                              |
| Thomsen parancsnok (Kapitänleutnant)                                           | Otto Sander           | N/A                         | Pálfai Péter                      | Harsányi Gábor                   |
| Lamprecht főfedélzetmester (Bootsmann)                                         | Uwe Ochsenknecht      | N/A                         | N/A                               | N/A                              |
| Seewald haditengerészeti attasé                                                | Günter Spörrle        | N/A                         | N/A                               | N/A                              |
| Monique, bárénekesnő                                                           | Rita Cadillac         | N/A                         | N/A                               | N/A                              |

## Gyártás
A film gyártását 1978-ban kezdték tervezni. Helmut Jedele producer eredetileg a Presman Incorporated amerikai filmgyárral akart szerződni, amerikai szereplőgárdával, a főszerepben Robert Redforddal. A bajorországi Bavaria Filmgyár csak a műszaki személyzetet és a forgatási helyszíneket biztosította volna. Látványos akciófilmet terveztek, amerikai szempontú „hazafias” szemlélettel. A regény írója, Lothar-Günther Buchheim azonban propagandisztikusnak bélyegezte és visszautasította ezt a koncepciót. A Presman visszalépett, a producer a Bavariával kötött szerződött a teljes (mintegy ötórás) filmanyag elkészítésére. A tengeralattjáró mind a korabeli, mind a mai viszonyokhoz képest igen magas költségekkel készült: 32 millió német márkába került, ez 2024-es viszonyokra átszámolva (inflációt is figyelembe véve) mintegy 41,9 millió eurónak felel meg. Több korabeli hajómodellt kellett különféle nagyságokban, távirányítható kivitelben megépíteni, emellett valósághűen fel kellett építeni egy második világháborús, VII típusú német tengeralattjáró teljes belső terét is, a legapróbb részletekig. A költségekbe beszállt két tévéállomás, a WDR és az SDR is, mintegy tízmillió márkával. Részesedésük fejében készült el a film tévéváltozata.
A forgatási munka nagy részét 1980 júliusa és 1981 júniusa között végezték. Az előmunkálatokat már 1979-ben megkezdték a Chiemsee tónál és Helgolandon. La Rochelle mellett, a La Pallice-i régi német tengeralattjáró bunkerben 1980 szeptembere és 1981 februárja között forgattak. A külső jelenetek felvételei a Bodeni-tavon, Immenstaad am Bodensee környékén készültek, a tengeri viharjeleneteket az Északi-tengeren vették fel. A forgatócsoport és a színészek gyakran nehéz, zord körülmények között dolgoztak. A belső felvételeket teljes egészében a Bavaria Stúdióban felépített díszletek között forgatták, beleértve a tengeralattjáró belsejében és a víz alatt felvett képsorokat.
- Az U-96 távirányítható modellje a Bavaria Filmgyárban
- Az U-96 makettje (díszlete) a Bavaria Filmgyárban
- Az U-96 belső tere a Bavaria Filmgyárban
- Az U-96 motorháza a Bavaria Filmgyárban

## Kapcsolódó filmek
- A tengeralattjáró(wd) (Das Boot), 1985-ös német-angol tévésorozat, az 1981-es mozifilm alapján, rendezte Wolfgang Petersen, főszereplő Jürgen Prochnow[7]
- Das Boot – A rendezői változat (Das Boot), 1997-es rendezői változat, az 1981-es mozifilmből (209 perc), rendezte Wolfgang Petersen, főszereplő Jürgen Prochnow[8]
- A tengeralattjáró (Das Boot), 2018-as német-cseh tévésorozat, több rendezővel, főszereplő Rick Okon[9]

## További információ
- A tengeralattjáró a PORT.hu-n (magyarul)
- A tengeralattjáró az Internetes Szinkronadatbázisban (magyarul)
- A tengeralattjáró az Internet Movie Database-ben (angolul)
- A tengeralattjáró a Rotten Tomatoeson (angolul)
- A tengeralattjáró a Box Office Mojón (angolul)
- Le Bateau (francia nyelven). AlloCiné.fr
- Das Boot (1979-81) (300 perces tévésorozat) (német nyelven). Filmdienst.de
- Das Boot – Der Director’s Cut (1981/1996) (208 perces filmváltozat) (német nyelven). Filmdienst.de
- Das Boot, Bundesrepublik Deutschland 1980/1981 (német nyelven). Filmportal.de
- A tengeralattjáró (1981) (magyar nyelven). TMDB (The MovieWeb Adatbázis)
- A tengeralattjáró (Das Boot, 1981) (magyar nyelven). MAFAB.hu